# تئاتر سلطنتی یورک
تئاتر سلطنتی یورک (انگلیسی: York Theatre Royal) یک سالن نمایش در یورک، انگلستان است.
این تئاتر که در سال ۱۷۴۴ تأسیس شده و از قدیمی‌ترین سالن‌های نمایش در انگلستان محسوب میشود دارای ۸۴۷ نفر ظرفیت می‌باشد.